# Homalictus kaicolo
Homalictus kaicolo (лат.) — вид пчёл рода Homalictus из семейства Halictidae. Эндемик Фиджи, название которого на местном наречии означает «с холмов» («kai colo»).

## Распространение
Острова Океании: Фиджи (Viti Levu). На высотах от 870 м до 1100 м.

## Описание
Пчёлы мелкого размера (около 5 мм). От близких видов отличаются следующими признаками: у самцов надклипеальная область в основном тонко скульптирована, задний край скутума почти прямой, скутум и щиток, в основном золотисто-зеленые и металлические, первый тергит T1 зеленый. У самок есть бороздки на дорсальной части, а задний край проподеума образует треугольный рисунок. Основная окраска золотисто-зеленоватая и чёрная. Голова и грудь покрыты волосками (опушение самок более плотное и длинное); длинные волоски на нижней стороне брюшка. Мандибулы могут быть простыми или двузубчатыми. Проподеум имеет слабый киль вдоль заднего спинного края. На задних голенях несколько шипиков. Когти всех исследованных образцов были расщеплены. Базальная жилка переднего крыла изогнутая. Язычок короткий. Ведут одиночный образ жизни. Гнездятся в почве.

## Классификация
Таксон впервые был описан в 2019 году в ходе ревизии рода, проведённой австралийскими энтомологами Джеймсом Дори, Майклом Шварцом и Марком Стивенсом (South Australian Museum, Аделаида, Австралия) по материалам из Фиджи. Пчёлы из трибы Halictini подсемейства Halictinae.